# Ampelion rufaxilla
Az Ampelion rufaxilla a madarak osztályának verébalakúak (Passeriformes) rendjébe és a kotingafélék (Cotingidae) családjába tartozó faj.

## Rendszerezése
A fajt Johann Jakob von Tschudi svájci ornitológus írta le 1844-ben, az Ampelis nembe Ampelis rufaxilla néven.

## Alfajai
- Ampelion rufaxilla antioquiae (Chapman, 1924)
- Ampelion rufaxilla rufaxilla (Tschudi, 1844)[2]

## Előfordulása
Bolívia, Ecuador, Kolumbia és Peru területén honos. Természetes élőhelyei a szubtrópusi vagy trópusi hegyi esőerdők. Állandó, nem vonuló faj.

## Megjelenése
Testhossza 21 centiméter, a hím testtömege 71–77 gramm, a tojóé 69–74 gramm.

## Életmódja
Gyümölcsökkel és rovarokkal táplálkozik.

## Természetvédelmi helyzete
Az elterjedési területe nagy, egyedszáma pedig stabil. A Természetvédelmi Világszövetség Vörös listáján nem veszélyeztetett fajként szerepel.